# Battleship Girl -鋼鉄少女-
『Battleship Girl -鋼鉄少女-』は、台湾（中華民国）の漫画家である皇宇（ZECO）による漫画作品。公式の略称は『BSG』。

## 概要
本作の原型は2009年に台湾（中華民国）政府機関である中央研究院により発行された文化振興雑誌CCC創作集（Creative Comic Collection）日本時代的那些事特集号に収載されたイラスト作品「陽炎少女 -丹陽-」である。この作品が日本の漫画関係者の目にとまり、2011年に日本で漫画としてコミックガム誌上にて連載開始された。本伝、外伝シリーズ『BSG -北海のワルキューレ-』、本伝の続編に当たる『Battleship Girl -鋼鉄少女- 嵐』と連載を行っていたが、月刊コミックガムは2015年5月26日発売の同年7月号をもって一時休刊。連載中であった本作品も休載となっている。
艦船擬人化自体は第二次世界大戦の以前から存在しており、民間の船舶を含めると小磯良平が1940年に描いた「NYK三姉妹」のポスターなどが挙げられる。また、現代的な萌えと第二次世界大戦の艦船の擬人化の融合としても1995年にモデルグラフィックスによって「今月のMS少女」に習い行われた「今月の大鑑巨砲少女」に始まり、商業化作品としても2006年から出版されているMC☆あくしずや、2007年のPCゲーム萌え萌え2次大戦(略)における鋼の乙女など、一つのジャンルとして続けられてきた。漫画としての鋼鉄少女はそれらからすると後発ではあるものの、後に艦船擬人化をよりメジャーなカテゴリーに押し上げることとなるブラウザゲーム『艦隊これくしょん -艦これ-』（2013年）の開発／運営統括の田中謙介プロデューサーから、皇宇の作品集である『鋼鐵少女図鑑』に対して推薦文が寄せられているなど、高く評価されてきた。
2015年に鋼鉄少女のゲーム化を発表。2016年から2018年までサービスされていた。後述のとおり中国語版しか配信されていないにもかかわらず、主題歌及びキャラクターボイスは日本語であった。

## あらすじ
メインヒロインの雪風は日本軍軍用艦の大半が失われた太平洋戦争をほぼ無傷で生き残り、敗戦後は中国国民党政府の重要な船として活躍した「奇跡の軍艦」。連合艦隊旗艦である大和に憧れる雪風が最終的に中華民国海軍艦隊旗艦になるまでの成長を描くことを軸に、旧日本海軍や連合国の艦船を美少女化したキャラクターで太平洋戦争と戦後のトープス号事件や料羅湾海戦を描く。外伝ではヨーロッパを舞台に欧州各国の艦船を美少女化したキャラクターも登場する。

### 各シリーズの概要

#### 『Battleship Girl -鋼鉄少女-』
主人公の雪風を中心に、史実におけるミッドウェー海戦やアリューシャン攻略までをなぞりながら雪風と大和や神通、シャルンホルストらとの出会いと飛龍との別れなどを描く。

#### 『BSG -北海のワルキューレ-』
シャルンホルストを主人公にしてヨーロッパを舞台に、西方電撃戦やヴェーザー演習作戦からチャンネルダッシュまでの史実をなぞりながらシャルンホルストとビスマルクの確執やフッドとの対決などを描く。

#### 『Battleship Girl -鋼鉄少女- 嵐』
再び雪風を主人公にしてガダルカナル島の戦い等を背景にデ・ロイテルとの対決などを描く。未完（単行本未収録話がある）。

### 世界観
大東日やゲルマンといった国々と、スターズやクィーンダムといった、現実の国々のそれを模した国々が対立している。擬人化された艦船以外の登場キャラは全て人間以外の動物で表現されている。動物の種類はキャラクターの出身国によって分かれている。一応史実を下書きにしているが第一次ソロモン海戦の結果など、一部の箇所にかなりアレンジを加えている。

## 登場人物
※声優はゲーム版より

### 大東日(だいとうじつ)軍
駆逐艦や巡洋艦は基本的にセーラー服を、戦艦や空母は白衣と袴を着用（例外あり）。
駆逐艦‧雪風（Yukikaze、声優：植田佳奈）
本作ヒロイン。茶髪のショートカット。胸は目玉焼きに例えられる。ドジだけど運がよく、戦場では不死身。劇中ではミズーリから千発砲弾を撃ち込まれてもすべて回避するなどした。自分から進んで訓練を行うなど、明るく前向きな性格。おみくじを引けば大吉ばかりが出て、パチンコを打てば大当たりが止まらなくなる特殊体質の持ち主。艤鎧の形状は煙突と砲塔・魚雷発射管がひとまとめになった背負い式の装備に脚部パーツ。青嵐三番隊、ついで第二水雷戦隊に所属し、スラバヤ沖海戦やミッドウェー海戦、ガダルカナル島の戦いなどに参加する。
戦艦‧大和（Yamato、声優：佐藤利奈）
世界最大、かつ最強の戦艦。その存在は最高軍事機密。黒髪のロングヘア。くじ運はよくない。おしとやかだが頑固な性格で責任感が強い。基地から出たことはなかったため若干世間知らず。雪風の才能を見出す。長門から連合艦隊の旗艦の座を譲られてからは未来視を視るようになる。
重巡洋艦‧高雄（Takao、声優：小清水亜美）
雪風たちの所属する青嵐三番隊の隊長。茶髪に三つ編みおさげの眼鏡っ子。真面目すぎるが、頼りになるお姉さん。美少女フィギュアとBL本のコレクターで寮のロッカールームに鍵をかけて保管。
駆逐艦‧野分（nowaki）
青嵐三番隊の仲間。銀髪のショートカット。貧乳がコンプレックス。口とファッションセンスは悪い。
駆逐艦‧磯風（ISokaze、声優：小清水亜美）
青嵐三番隊の仲間。黒髪のロングヘア。スリムでおしゃれなのが自慢で他の青嵐三番隊がスカーフを付けているのに対してリボンを着用。黒い下着を愛用。ドラム缶風呂は嫌い。
駆逐艦‧朝雲（asagumo）
南洋部隊の副隊長。黒髪のおかっぱで、着物を着ている。神通の部下で、神通のことが大好き。
軽巡洋艦‧神通（Jintsu、声優：福井裕佳梨）
川内型2番艦、第二水雷戦隊旗艦、南洋部隊の隊長だった。紅毛のロングヘアーで獣の耳状の突起がある。特訓が大好きなトラブルメーカーで雪風たちに水雷戦術を教導する。親分と呼ばれている。奇妙なカレーを作る。
空母‧飛龍（Hiryu、声優：種田梨沙）
雪風たちの所属する海神基地で教師をしている。
戦艦‧武蔵（Musashi）
大和の妹。大和の座を狙っている。銀髪ポニーテール。
戦艦‧長門（Nagato、声優：原田ひとみ）
先代の連合艦隊旗艦。おかっぱとツインテールを合わせたような髪型の黒髪の少女。未来視で自分の最期を視ている。
潜水艦‧伊168（I-168）
潜水艦なので水上艦には顔を知られていない。
空母‧隼鷹（Jun'yō）
元客船。地方人なので他の軍艦とは意識が違う。磯風と同じくおしゃれなのが自慢。
重巡洋艦‧摩耶（Maya）
高雄の妹。シスコン。
空母‧赤城（Akagi、声優：小清水亜美）
一航戦所属。天城の妹。黒髪のロングヘア。
空母‧瑞鶴（Zuikaku）
姉の翔鶴と瓜二つの妹。口が悪い。『Battleship Girl -鋼鉄少女- 嵐』で登場。
空母‧翔鶴（Shoukaku）
妹の瑞鶴と瓜二つの姉。『Battleship Girl -鋼鉄少女- 嵐』で登場。
重巡洋艦‧鳥海（Choukai、声優：斎藤千和）
第八艦隊の指揮官。『Battleship Girl -鋼鉄少女- 嵐』で登場。神通の作るカレーを食べられる。
飛行艇母艦‧秋津洲（Akitsushima）
『Battleship Girl -鋼鉄少女- 嵐』で登場。セクハラが趣味。
巡洋戦艦‧天城（Amagi）
引退して港で働いている。『Battleship Girl -鋼鉄少女- 嵐』で登場。
重巡洋艦‧古鷹（Furutaka、声優：佳穂成美）
鳥海の副官。『Battleship Girl -鋼鉄少女- 嵐』で登場。ゲーム版ではデザインが変更された。
軽巡洋艦‧夕張（Yuubari、声優：佳穂成美）
鳥海の部下。『Battleship Girl -鋼鉄少女- 嵐』で登場。ゲーム版ではデザインが変更された。
重巡洋艦‧衣笠（Kinugasa）
鳥海の部下。二水戦の臨時の指揮官。セクハラが趣味。夕張曰くロリコンのレズ。『Battleship Girl -鋼鉄少女- 嵐』で登場。
軽巡洋艦‧天龍（Tenryuu）
鳥海の部下。セクハラが趣味の同僚に悩んでいる。『Battleship Girl -鋼鉄少女- 嵐』で登場。
巡洋戦艦‧金剛（Kongou）
クィーンダム生まれの現役最長老だがどちらも禁句。『Battleship Girl -鋼鉄少女- 嵐』で登場。
巡洋戦艦‧榛名（Haruna）
『Battleship Girl -鋼鉄少女- 嵐』で登場。
巡洋戦艦‧飛鷹（Hiyou）
『Battleship Girl -鋼鉄少女- 嵐』で登場。
この他に加賀（声優：植田佳奈）、蒼龍、加古、青葉、初霜など。

### 連合軍

#### スターズ
戦艦‧ミズーリ（MissourI、声優：原田ひとみ）
スターズ最強の火力を持つ。軽いノリのせいで失敗するタイプ。“作戦の壊し屋（オペレーション・クラッシャー）”の異名を持つ。金髪碧眼のロングヘアー。口癖は「国際交流♪」。蟹が大好物。
空母‧エンタープライズ（Enterprise、声優：種田梨沙）
いわゆる僕っ娘。用心深い性格。金髪のショートカット。フード付きパーカーを着用。
空母‧ヨークタウン（York Twon、声優：福井裕佳梨）
珊瑚海で片目とレキシントンを失って以来、復讐に燃える。
空母‧ホーネット（Hornet）
姉二人に比べると未熟。
重巡洋艦‧ソルトレイクシティ（Salt Lake City）
ダッチハーバーの守備隊の隊長。愛称はソルト。
駆逐艦‧ベイリー（Bailey、声優：植田佳奈）
ソルトレイクシティの部下。軽率な上司に振り回される苦労人。
空母‧サラトガ（Saratoga、声優：村川梨衣）
『Battleship Girl -鋼鉄少女- 嵐』で登場。勝手にガダルカナル島への上陸作戦を始める。
重巡洋艦‧ペンサコーラ（Pensacola）
『Battleship Girl -鋼鉄少女- 嵐』で登場。

#### クィーンダム
戦艦‧フッド（Hood、声優：斎藤千和）
クィーンダムの女王。プライドが高く傲慢だが、実はスポンサーの顔色を伺う生活。『BSG ―北海のワルキューレ―』 編では裏の顔を見せる。金髪のロングヘア。
戦艦‧ウォースパイト（Warspite、声優：福井裕佳梨）
フッドに仕えている。“老嬢（オールドレディ）”と呼ばれている。おとなしい性格で、フッドの私生活の面倒も見ている。銀髪ロングヘア。『BSG ―北海のワルキューレ―』編で登場。
空母‧グロリアス（Glorious）
残虐な性格。『BSG ―北海のワルキューレ―』 編で登場。ノルウェー沖で沈む。

#### ホランド
軽巡洋艦‧デ‧ロイテル（De Ruyter、声優：種田梨沙）
自国植民地に大東日が侵攻してきたため、仕方なく参戦。ボンネットを被っている。祖国が占領されているので交換パーツがない。史実とは違いスラバヤ沖海戦を生き残り、『Battleship Girl -鋼鉄少女- 嵐』で重要キャラになる。よくパースと一緒にいる。

#### アウスト
軽巡洋艦‧パース（Perth、声優：加藤英美里）
かなりの面倒くさがり。実は戦争も面倒。フッドが大好き。くせ毛がある。

#### フランク
戦艦‧ブルターニュ（Bretagne）
『BSG ―北海のワルキューレ―』編で登場。メルセルケビールでフッドに殺される。
戦艦‧リシュリュー（Richelieu）
『BSG ―北海のワルキューレ―』編で登場。
戦艦‧ダンケルク（Dunkirk）
『BSG ―北海のワルキューレ―』編で登場。

### ゲルマン軍
戦艦‧シャルンホルスト（Scharnhorst、声優：加藤英美里）
ゲルマンから同盟国の大東日への技術交流生としてやってきた巡洋戦艦。射撃が得意。紫髪紫瞳のツインテール。口癖は「～だゾ」。愛称は「シャルン」。艤鎧は鉄十字章型に押し固めて首にかけている。雪風がうっかり秘密兵器の大和型を見せてしまったためにしばらく拘留されることに。ヨーロッパ戦線を舞台とした 『BSG ―北海のワルキューレ―』編でのヒロインとして再登場。餡パンを気にいっている。
戦艦‧ビスマルク（Bismarck、声優：日笠陽子）
ゲルマン軍の最高司令長官。黒髪のロングヘア。『BSG ―北海のワルキューレ―』 編で登場。ある作戦についてシャルンホルストと対立する。
戦艦‧グナイゼナウ（Gneisenau、声優：加藤英美里）
シャルンホルストの妹。獣の耳状の突起がある。『BSG ―北海のワルキューレ―』 編で登場。
重巡洋艦‧ブリュッヒャー（Blücher）
『BSG ―北海のワルキューレ―』 編で登場。シャルンホルストの後輩で、大東日に行っている間に代わりを務めていた。眼鏡をかけている。

## 用語
鋼鉄少女
作品内に出てくる人型兵器の総称。普段は普通の人間のように活動・生活しているが砲塔や煙突といったパーツである“艤鎧（ぎがい）”が本体とは別にあり、普段は立方体などの形状に押し固められているが戦闘時や出撃の際に分解・再構成する形で装着する。服の上に装着するものもいれば服装そのものが変身するものもいる。脚部にスクリューがあり、海上を滑るように移動する。体内に“動力室”がある。自我を有し、作戦や戦術戦略の立案能力がある。世界各国がそれぞれに保有しており、戦争の勝敗を左右する主力兵器となっている。空戦用の人型兵器（※航空機の擬人化キャラ）も登場するがこちらは何と呼ばれているか不明。
基本的に小型艦ほど幼く大型艦ほど大人。
艤鎧
鋼鉄少女が身につける外付け装備。煙突・砲塔・魚雷発射管・飛行甲板など。鋼鉄少女ごとに形は違うが脚部パーツ（推進機構がある）は基本装備となっている。通常は立方体や勲章の形状に押し固められている。武装を使わない時は使うパーツだけを残して分解して収納できる（コマごとに艤鎧が違うシーンがあるのはそのため）。

## 出版作品

### コミックス

#### Battleship Girl -鋼鉄少女-
| 巻数 | ワニブックス   | ワニブックス        | 友善文創       | 友善文創           |
| 巻数 | 発行日         | ISBN                | 発行日         | ISBN               |
| ---- | -------------- | ------------------- | -------------- | ------------------ |
| 1    | 2011年6月25日  | ISBN 978-4847037788 | 2011年7月30日  | ISBN 9789868742116 |
| 2    | 2011年11月25日 | ISBN 978-4847037931 | 2011年12月20日 | ISBN 9789868742123 |
| 3    | 2012年3月10日  | ISBN 978-4847038143 | 2012年6月20日  | ISBN 9789868742147 |
| 4    | 2012年8月25日  | ISBN 978-4847038235 | 2012年11月23日 | ISBN 9789868742178 |

#### 外伝　BSG -北海のワルキューレ-
| 巻数 | ワニブックス  | ワニブックス        | 友善文創      | 友善文創           |
| 巻数 | 発行日        | ISBN                | 発行日        | ISBN               |
| ---- | ------------- | ------------------- | ------------- | ------------------ |
| 1    | 2013年3月25日 | ISBN 978-4847038655 | 2013年7月27日 | ISBN 9789868742185 |

#### Battleship Girl Tempest - 鋼鉄少女 嵐
| 巻数 | ワニブックス  | ワニブックス        | 友善文創      | 友善文創           |
| 巻数 | 発行日        | ISBN                | 発行日        | ISBN               |
| ---- | ------------- | ------------------- | ------------- | ------------------ |
| 1    | 2015年1月24日 | ISBN 978-4847039539 | 2015年6月18日 | ISBN 9789869184908 |
| 2    | 2015年5月25日 | ISBN 978-4847039652 |               |                    |

### 作品集

#### 皇宇（ZECO） 作品集 『鋼鉄少女図鑑』
| 巻数 | ワニブックス  | ワニブックス        | 友善文創      | 友善文創           |
| 巻数 | 発行日        | ISBN                | 発行日        | ISBN               |
| ---- | ------------- | ------------------- | ------------- | ------------------ |
| 1    | 2014年2月27日 | ISBN 978-4847039119 | 2014年8月15日 | ISBN 9789868742192 |

## ゲーム作品
2013年北海のワルキューレ編のフリートークページ内でゲーム開発中の告知。2015年にAndroidスマートフォン用のゲーム化を発表、同年10月12日台湾でのクローズドβテスト開始。中国大陸においてはオンラインゲーム企業KONGZHONG（空中网）が配信。台湾では2016年4月に萌貓喵科技からGoogle Play及び同5月にApp Storeからの正式配信開始。ただ、原作者の皇宇氏と友善文創の間で著作権所属について争いになり、2017年4月13日を以って萌貓喵科技は代理店業務から撤退し、台湾版については、当分、開発側である上海丰游信息が運営を代行することとなった。これに伴い、大陸向け、台湾向けのサービス提供会社が一時的にしろ、共に大陸側の会社になった。
中国語版のみの配信にもかかわらず、主題歌を歌う花澤香菜をはじめ、佐藤利奈、種田梨沙ら日本の人気声優が出演しており、キャラクターボイスは日本語であった。日本語版の開発も言及されておりゲーム内で言語選択メニューが準備されていたが、最後まで日本語版はリリースされなかった。
世界観などの設定は原作からだいぶ変更されている。
2017年8月10日、空中网も配信サービスを停止した模様。
2017年11月13日に、2018年1月10日限りでの閉鎖をFacebookを通して告知され、ゲームサービスは終了した。

### 主要声優
| 声優名                       | 配訳                                                                |
| ---------------------------- | ------------------------------------------------------------------- |
| 村川梨衣                     | サラトガ、フレッチャー、ル・ファンタスク                            |
| 福井裕佳梨                   | 神通、ウォースパイト、ヨークタウン                                  |
| 斎藤千和                     | フッド、鳥海、アーデント                                            |
| 加藤英美里                   | シャルンホルスト、グナイゼナウ、パース                              |
| 日笠陽子                     | ビスマルク、紀伊、伊吹                                              |
| 小清水亜美                   | 赤城、高雄、磯風                                                    |
| 原田ひとみ                   | ミズーリ、長門、Z3                                                  |
| 植田佳奈                     | 雪風、キング・ジョージ5世、加賀、ベイリー                           |
| 種田梨沙                     | 飛龍、デ・ロイテル、エンタープライズ                                |
| 佐藤利奈                     | 大和、グラーフ・ツェッペリン、アーク・ロイヤル                      |
| 花澤香菜                     | 土佐                                                                |
| 若林由乃                     | ヴァンガード、川内、Z25                                             |
| 荻野葉月                     | ネルソン、イラストリアス、ヴァンパイア                              |
| 杉本みづか                   | メリーランド、ミルウォーキー、ランス、吹雪                          |
| 渡辺けあき                   | ネヴァダ、レンジャー、サリヴァン                                    |
| 朝日奈丸佳                   | ワシントン、プリンツ・オイゲン、ジュピター、ウィリアム・D・ポーター |
| 古賀葵                       | 扶桑、オーロラ、ケルン、ケリー                                      |
| 仲村美沙希                   | 山城、カールスルーエ、グローウォーム、オンズロー                    |
| 織江珠生                     | アーチャ―フィッシュ、五十鈴、Z20                                    |
| 南波ゆき                     | アーガス、ウィチタ、ジュノー、コサック                              |
| ほなみ                       | 逸仙、チャールズ・オースバーン、ニューオーリンズ、ヴォークラン、    |
| 黄佳琪（中国語: 黃佳琪）     | ベンソン                                                            |
| 新月冰冰（中国語: 新月冰冰） | 鞍山                                                                |

### 参加イラストレーター
| イラストレーター | 担当キャラクター |
| ---------------- | --- |
| ZECO             | 雪風、キング・ジョージ5世、加賀、ベイリー、大和、サラトガ、神通、ウォースパイト、ヨークタウン、フッド、鳥海、シャルンホルスト、グナイゼナウ、パース、ビスマルク、紀伊、伊吹、赤城、高雄、磯風、ミズーリ、長門、Z3、飛龍、デ・ロイテル、エンタープライズ、土佐他多数 |
| 八云玖           | キャンベラ |
| 冯昊（POPO）     | メイヨー (駆逐艦) |
| 阿里娘           | ヴァンガード、ネルソン、ガダルカナル、ガンビア・ベイ、クリーブランド、カボット、ヨーク、エヴェルトセン、ローマ |
| 未来へ           | メリーランド、ネバダ、ワシントン、オーロラ、ジュピター |
| observerZ        | サウスダコタ、フレッチャー、ウィリアム・Ｄ・ ポーター、チャールズ・オースバーン、サリバン、Z5、Z20、Z25、Z39、ザラ、ポーラ |
| takibi           | 扶桑、山城、アトランタ、ジュノー、ニューオーリンズ、インディアナポリス |
| SRWSRX           | レンジャー |
| 馒头             | アーチャーフィッシュ、ヴァンパイア |
| Skade            | レオナルド・ダ・ヴィンチ、U-47 |
| hikari           | アークロイヤル、古鷹 |
| 稀泥             | イラストリアス、サウサンプトン |
| 九酱子           | アーガス、ドーセットシャー、イングランド、フォッシュ、キーロフ、バーゴール、ノーフォーク、バンカーヒル |
| 中间ren          | グラーフ・ツェッペリン、アドミラル・グラーフ・ シュペー、ヴォークラン、タルテュ、ル・ファンタスク、ル・テリブル |
| jying55          | 祥鳳、瑞鳳 |
| Rain Lan         | ウィチタ、プリンツ・オイゲン、アドミラル・ヒッパー |
| 幻象黑兔         | ドイッチュラント |
| MagicJ           | クレオパトラ、ナイアド、ベルファスト、長良、五十鈴、夕張 |
| 霜叶             | エディンバラ |
| STM              | ブルックリン、ヘレナ |
| 千夜             | ミルウォーキー、グローウォーム、ガーランド |
| Green-G          | ケーニヒスベルク、カールスルーエ、ケルン、白雪 |
| 真A              | ニュルンベルク |
| 五月             | 川内、那珂 |
| GIX              | コサック |
| 猫头             | ズールー、オリビ、ロバーツ、アバークロンビー |
| sola             | オンズロー、ジャワ |
| 小妖熊           | ケリー、ランス |
| milkkyo          | Z1 |
| 紫瑟             | 睦月、如月 |
| charimei         | 吹雪、初雪 |